# Pepper Keenan
Pepper J. Keenan (* 8. května 1967) je americký kytarista a zpěvák, známý díky hraní s heavy metalovými kapelami Corrosion of Conformity a Down. V roce 1989 vstoupil do Corrosion of Conformity jako kytarista, zpěvákem se stal až v roce 1994 na albu Deliverance. Keenan byl také hostem na podiu u Soundgarden v letech 1992 a 2011.

## Soukromý život
Keenan se narodil v Oxfordu v Mississippi, ale nyní žije v New Orleans , kde vlastní bar s názvem „Le Bon Temps Roule“. Jeho otec, bývalý hudebník, je místní odhadce nemovitostí v New Orleans. Zatímco rozvíjel jeho styl hraní v New Orleans, Pepper sloužil jako člen místní skupiny Graveyard Rodeo, a setkal se a stal se přáteli s C.O.C. během jejich častých představení v nechvalně známé Franklin Avenue VFW Hall v New Orleans. Keenan se stal otcem dcery jménem Flannery Rose Keenan se svou dlouholetou přítelkyní Anna Hrnjak dne 5. ledna 2010. V rozhovoru pro Guitar.com byl Keenan požádán o své názory na politiku, v níž odpověděl: „Bible pro mne znamená víc než jakákoliv ústava v jakékoliv zasrané zemi. Pepper mimo jiné vlastní bar "Le Bon Temps Roule" v New Orleans.

## Corrosion of Conformity (1989–2006, 2014–?)
Keenan se připojil k Corrosion of Conformity (C.O.C.) v roce 1989. C.O.C. vydali své třetí album nazvané Blind roku 1991 s Keenanem na rytmické kytaře. Poté, co Karl Agell a Phil Swisher opustili kapelu (Swisher byl nahrazen původním basistou Mikeem Deanem ), převzal Keenan ke kytaře zpěv. C.O.C od té doby vydali alba Deliverance , Wiseblood , American Volume Volume Dealer,In the Arms of God a také živé album, Live Volume . Od roku 2006 do roku 2010 si C.O.C. dali přestávku. Kapela se v roce 2010 té doby znovu sešla a nahrála 2 alba bez Keenana. Podle zprávy ze dne 15. května 2010 však na oficiálním webu však měl Keenan možnost se připojit zpět k C.O.C. Podle bubeníka Reeda Mullina se plán C.O.C chystá v roce 2015 opět spojit s Keenanem a s novým albem vyjet na turné. C.O.C udělali první show se znovu sjednocenou sestavou 7. března 2015 v anglickém Manchesteru. Jejich první americké turné se znovusjednocenou sestavou doprovázející skupinu Clutch bylo ohlášeno 28. července 2015.

## Down (1991–?)
Keenan byl zakládajícím členem Down v roce 1991 spolu s Philem Anselmem z Pantery , Jimmym Bowerem z Eyehategod a Kirkem Windsteinem s Toddem Strangem z Crowbar . V roce 1995 Down vydal své debutové album NOLA . Kapela di dala pauzu v roce 1996, ale vrátila se o tři roky později s basistou Pantera Rexem Brownem (Pantera) který nahradil Strange. V roce 2002 vydali Down své druhé album Down II: Bustle in Your Hedgerow . Po druhé přestávce vydali Down své třetí album s názvem Down III: Over the Under v roce 2007. Down vydali své čtvrté album Down IV Part I – Purple EP v září 2012 a Down IV – Part II ze čtyřdílné série EP .

## Danzig
V roce 1995 byl zvažován jako náhradník za Johna Christa ve skupině Danzig. Místo ovšem nakonec dostal Tommy Victor ze skupiny Prong.

## Metallica
Keenan hraje na kytaru a zpívá část druhého verše na coveru Metallicy na píseň Lynyrd Skynyrd " Tuesday Gone ". Nahrál i další písně na albu Garage Inc. , ale tuto jedinou oficiálně. Keenan je dobrý kamarád s Jamesem Hetfieldem . Hetfield nazpíval doprovodné vokály na "Man or Ash" od COC na albu Wiseblood . Keenan se ucházel o post baskytaristy u Metallicy po odchodu Jasona Newsteda z kapely, ale prohrál s bývalým basistou Suicidal Tendencies / Ozzy Osbourne Robertem Trujillem . Keenanův konkurz je uveden v dokumentu Metallica: Some Kind of Monster . Kromě jeho příspěvku k písni "Tuesday's Gone" se Pepper také objevil s Metallicou na pódiu na Download Festivalu v anglickém Doningtonu v roce 2006 spolu s Mattem Heafym z Trivia, aby poskytl další vokály k písni " Die, Die My Darling ". Tato píseň se hrála na konci playlistu Metallicy.

## Diskografie

### Graveyard Rodeo
- Cruelty to Animals (demo, 1986)

### Corrosion of Conformity
- Blind (1991)
- Deliverance (1994)
- Wiseblood (1996)
- America's Volume Dealer (2000)
- In the Arms of God (2005)
- No Cross No Crown (2018)

### Down
- NOLA (1995)
- Down II: A Bustle in Your Hedgerow (2002)
- Down III (2007)
- EP Down IV - Part I. (2012)
- EP Down IV - Part II. (2014)